# الإدريسي

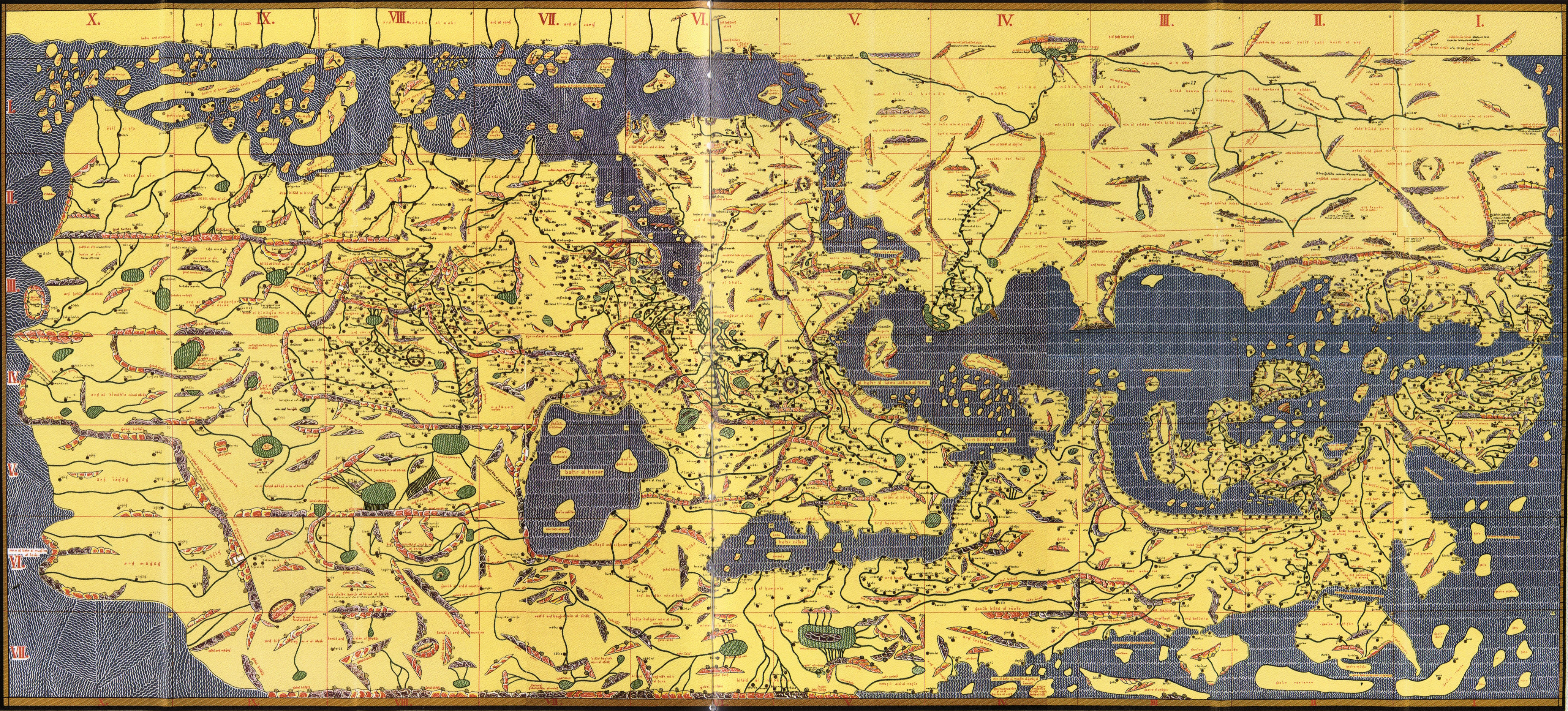
الخريطة التي رسمها الإدريسي لروجر الثاني ملك صقلية عام 1154 م، واحدة من خرائط العالم القديم الأكثر تقدما. صورة منسقة حديثة، تم إنشاؤها من 70 صفحة مفرودة من الأطلس الأصلي«(لاحظ أن الشمال هو في الأسفل، وهكذا يظهر على الخريطة رأسًا على عقب)».

الإدريسي (493- 560هـ/ 1100- 1166م) هو مُحَمَّدٌ بن محمد بن عبد الله بن إدريس بن يحيى بن علي بن حمود الإِدْرِيسي الْهَاشِمِيّ الْقُرَشِيّ. يكنى بأبي عبد الله ويلقب بالشريف الإدريسي أو القرطبي أو الصقلي.   عالم عربي مسلم ولد في مدينة سبتة وتوفي في صقلية. يُعتبر من كبار الجغرافيين في التاريخ ومن مؤسسي علم الجغرافيا الحديثة، كما كتب في الأدب والشعر والنبات ودرس الفلسفة والطب والنجوم في قرطبة. استخدمت مصوراته وخرائطه في سائر كشوف عصر النهضة الأوربية. حيث لجأ إلى تحديد اتجاهات الأنهار والبحيرات والمرتفعات، وضمنها أيضًا معلومات عن المدن الرئيسية بالإضافة إلى حدود الدول الأخرى.

## نسبه ومولده

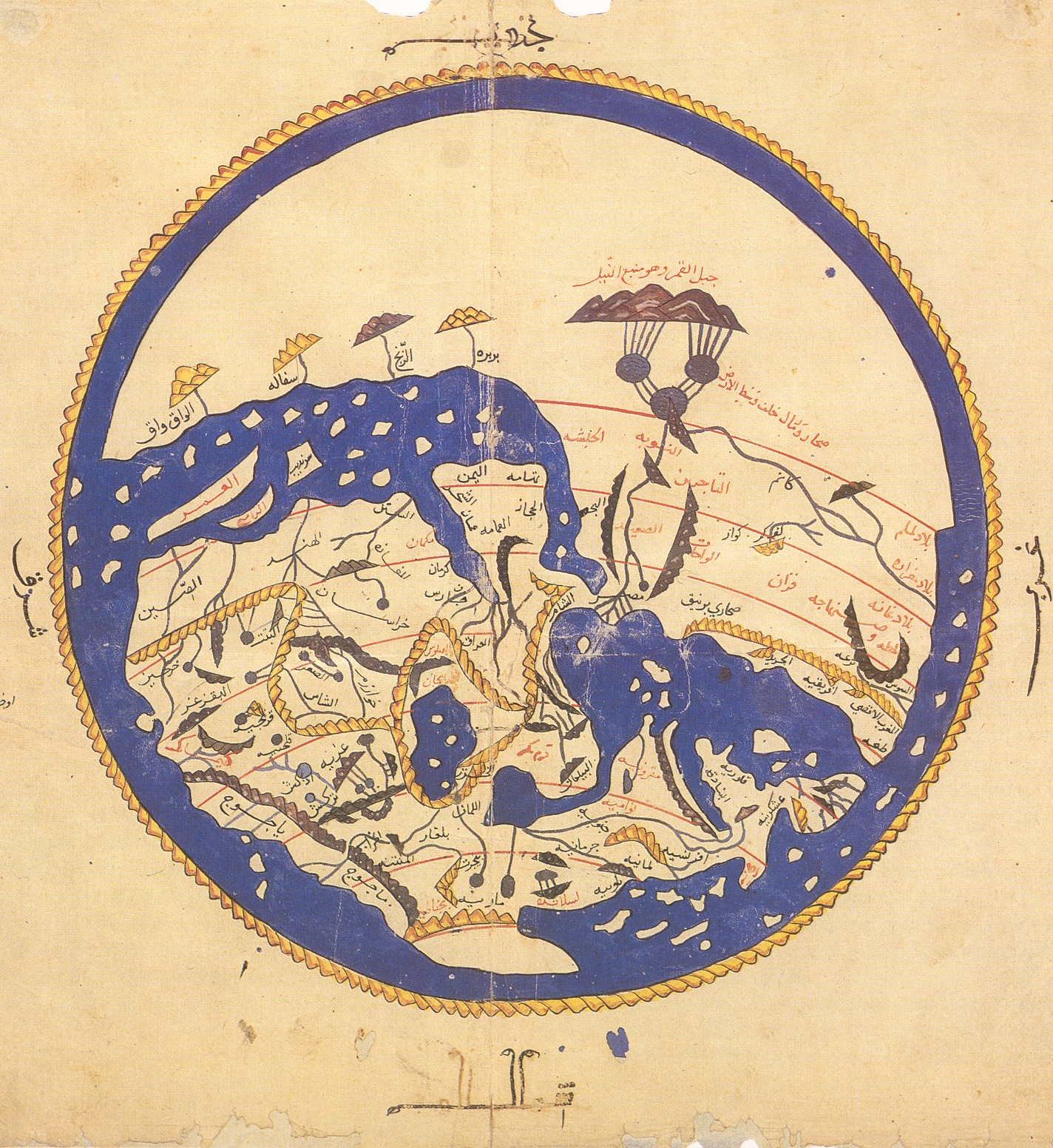
خريطة للإدريسي التي رسمها للملك روجر الثاني، ويلاحظ أن الخريطة مقلوبة، لأن الجغرافيين المسلمين لم يرغبوا بوضع العالم الإسلامي أسفل العالم النصراني.

اسمه الكامل (كما أورده في «الوافي بالوفيات») هو: محمد بن محمد بن عبد الله (وليس عبد الرحمن) بن إدريس بن يحيى بن علي (خليفة المسلمين في الأندلس) بن حمود (صاحبُ غرناطة في وقته) بن ميمون بن أحمد بن علي بن عبيد الله بن عمر بن إدريس بن إدريس بن عبد الله بن الحسن المثنى بن الحسن بن علي بن أبي طالب بن عبد المطلب بن هاشم القرشي، ينتهي نسبه إلى آل البيت ولذا لقب بالشريف. ولقب بالصقلي لأنه اتخذ جزيرة صقلية موطناً له بعد سقوط الدولة الإسلامية. ولقب بسترابون العرب نسبة للجغرافي الإغريقي الكبير سترابون.
ولد في مدينة سبتة في المغرب الأقصى عام 493 هـ (1100 م).

## نشأته وتعليمه
نشأ في سبته وتلقى التعليم في حداثة عمره على الطريقة الشائعة في المغرب وهي حفظ القرآن، والمتون وأشهر القصائد، ثم انتقل مع عائلته وهو صغير إلى الأندلس واستقروا في قُرطبة  فتلقى تعليمه في جامعتها بحيث درس الرياضيات والتاريخ والجغرافيا ، كما أحاط من المعرفة بعلوم النقل كالفقه والحديث واللغة، إلى جانب إتقانه لعلوم الحساب، والهندسة، والفلك، والعلم بالأعشاب والطب وأحوال العالم السياسية. ولما بلغ السادس عشر من عمره أي في عام 510هـ/ 1116م قام بسلسلة من الأسفار إلى مواضع مختلفة في الأندلس   وبعض بلاد المشرق العربي وآسيا الصغرى.

## إقامته في صقلية
اختار الإدريسي الانتقال إلى صقلية بعد سقوط الدولة الإسلامية، لأن الملك النورماني في ذلك الوقت «روجر الثاني» كان محبًا للمعرفة. شرح الإدريسي لروجر موقع الأرض في الفضاء مستخدمًا في ذلك البيضة لتمثيل الأرض، شبه الإدريسي الأرض بصفار البيضة المحاط ببياضها تماما كما تهيم الأرض في السماء محاطة بالمجرَّات.
أمر الملك الصقلي روجر الثاني له بالمال لينقش عمله خارطة العالم والمعروف باسم "لوح الترسيم" على دائرة من الفضة. في إحدى المرات قدم وصفًا عن وضع السودان، وعن حالة مدن مثل " المواقع بدقة متناهية تمامًا، كما هي على أرض الواقع، مع أنها كانت فقط من خلال الاستماع إلى بعض القصص والكلمات. استخدم الإدريسي خطوط العرض أو الخطوط الأفقية على الخريطة والكرة الأرضية التي صنعها، استخدمت خطوط الطول من قبله إلا أن الإدريسي أعاد تدقيقها لشرح اختلاف الفصول بين الدول. دُمرت تلك الكرة خلال اضطرابات مدنية في صقلية بعد وفاة الملك «روجر الثاني».في جزيرة صقلية تفتقت مواهبه العلمية وقام بعمله الخالد الذي عرف به في التاريخ، وكانت صقلية في ذلك العهد قد خرجت من حكم المسلمين، وخضعت لحكم النورمان المسيحيين، وإن كان المسلمون يكونون فيها أكبر جالية من السكان غير المسيحيين، وكان ملوكها من النورمان وخاصة روجر الثاني الذي عاش الشريف في أكنافه، يتشبه بالمسلمين ويتظاهر بعاداتهم في اللباس والهيئة وشارات الملك، ويخالف عادة الإفرنج في كل ذلك.. وكان يكرم المسلمين ويقربهم وينتفع بخبرتهم ومعارفهم.. قال صلاح الدين الصفدي في ترجمة الشريف الإدريسي من كتابه "الوافي بالوفيات" عن الملك روجر الثاني: «"وهو الذي استقدم الشريف الإدريسي صاحب كتاب "نزهة المشتاق في اختراق الآفاق" ليصنع له شيئاً في شكل صورة العالم..".»
حدد الإدريسي مصدر نهر النيل، ففي موقع معين وضع نقطة تقاطع نهر النيل تحت خط الإستواء، وهذا هو موقعه الصحيح. قبل دخول مصر تلتقي روافد نهر النيل في الخرطوم عاصمة السودان حالياً، يتشكَّل نهر النيل من نهرين هما النيل الأبيض والنيل الأزرق، يجري هذان النهران عبر أراضي السودان ويلتقيان في الخرطوم التي تقع تحت خط الإستواء. إن تحديد موقع نهر النيل يُلغي نظرية بطليموس أن مصدر نهر النيل هو تلة في القمر.

## رحلاته

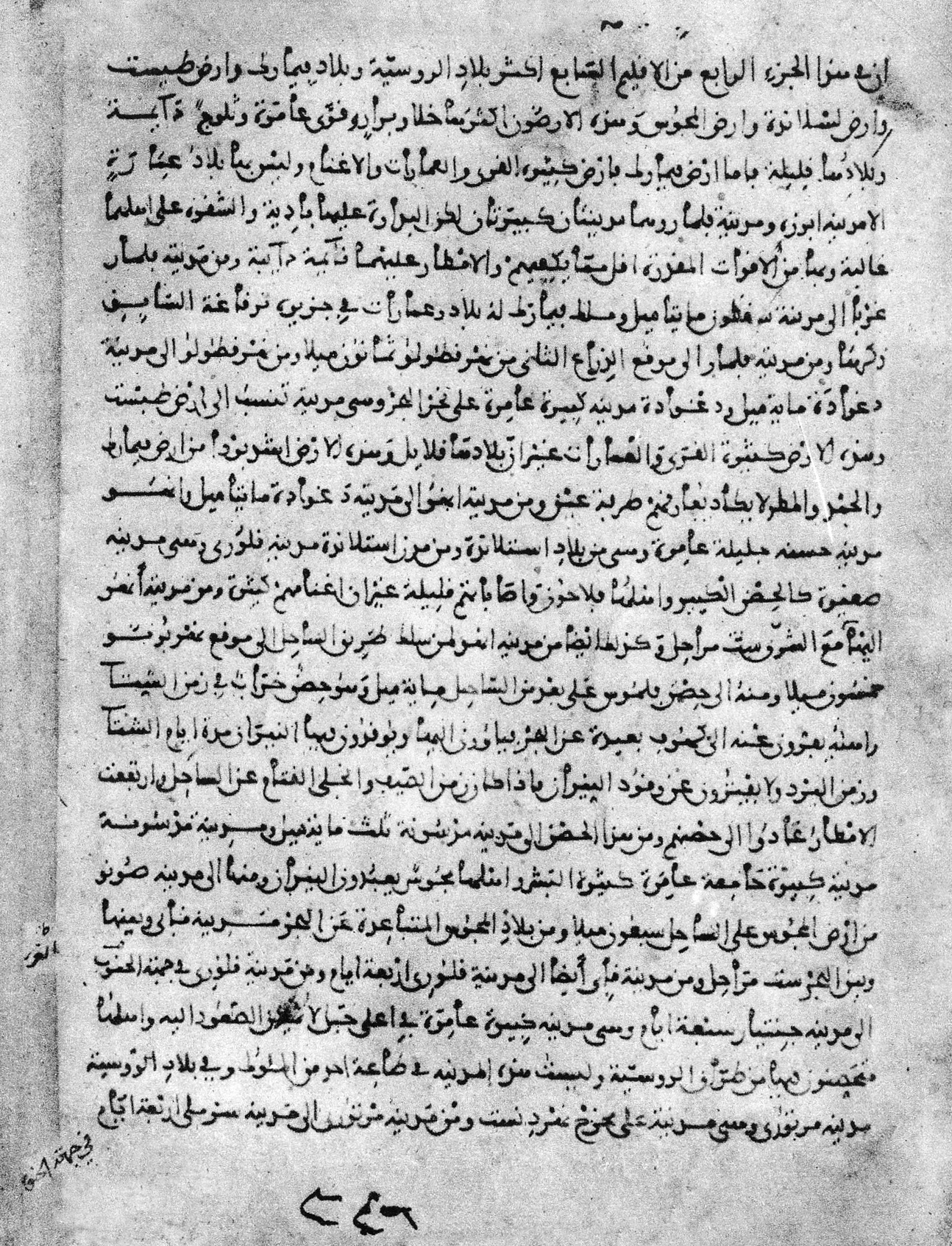
مخطوطة يصف فيها الإدريسي فنلندا

اشتهر الشريف الإدريسي بولعه بالبحار وحركتها، وقد كان ميناء سبتة في عهده يعرف حركة تجارية كبيرة، وكانت تجتذبه السفن التجارية الراسية في ميناء سبتة، وكان يعتمل في داخله شوق كبير لاستكشاف الدُّول التي كانت تُبحر منها وإليها هذه السفن، وسرعان ما تحوَّلت رغبته إلى حقيقة عندما رحل لمتابعة تحصيله العلمي في قرطبة، فترسخ لديه ميوله إلى العلوم الطبيعية خصوصاً في الجغرافيا والنبات.
ويعتبر الشريف الإدريسي أحد كبار الجغرافيين في التاريخ الإنساني، كما كان له اهتمام بالتاريخ، والأدب، وعلم النبات، والطب، والفلك.. أخذ العلم بسبتة وقرطبة، وزار الحجاز وتهامة ومصر، ووصل سواحل فرنسا وإنجلترا، وسافر إلى القسطنطينية وآسيا الصغرى. ثم عاش فترة في صقلية ونزل فيها ضيفًا على ملكها روجر الثاني، وقد عانى مدة طويلة من الغربة عن بلده سبتة. نستشف ذلك من شعر من نظمه يقول فيه:

## مؤلفاته
ألف الإدريسي كتابه المشهور (نزهة المشتاق في اختراق الآفاق) والمسمى أيضًا (كتاب روجر) أو (الكتاب الروجري) وذلك لأن الملك روجر ملك صقلية هو الذي طلب منه تأليفه كما طلب منه صنع كرة من الفضة منقوش عليها صورة الأقاليم السبعة، ويقال أن الدائرة الفضية تحطمت في ثورة كانت في صقلية، بعد الفراغ منها بمدة قصيرة، وأما الكتاب فقد غدا من أشهر الآثار الجغرافية العربية، أفاد منه الأوروبيون معلومات جمة عن بلاد المشرق، كما أفاد منه الشرقيون، فأخذ عنه الفريقان ونقلوا خرائطه، وترجموا بعض أقسامه إلى مختلف لغاتهم ويعد هذا الكتاب فريد من نوعه استغرق تأليفه 15 عامًا حيث نهج فيه الإدريسي نهجاً جديداً عن غيره من الجغرافيين المسلمين فقد وصف العالم ككل ثم قسمه إلى سبعة أقاليم وكل إقليم إلى عشرة اقسام رئيسيه ثم وصف كل قسم ورسم له خريطة وتحاشى فيه الخلط بين التاريخ والجغرافيا وظل كتابه مرجعًا لعلماء أوروبا أكثر من ثلاثة قرون.

الإدريسي في قاعة روجر الثاني مع حشد من الوجهاء والأمراء وهو بشرح كروية الأرض.

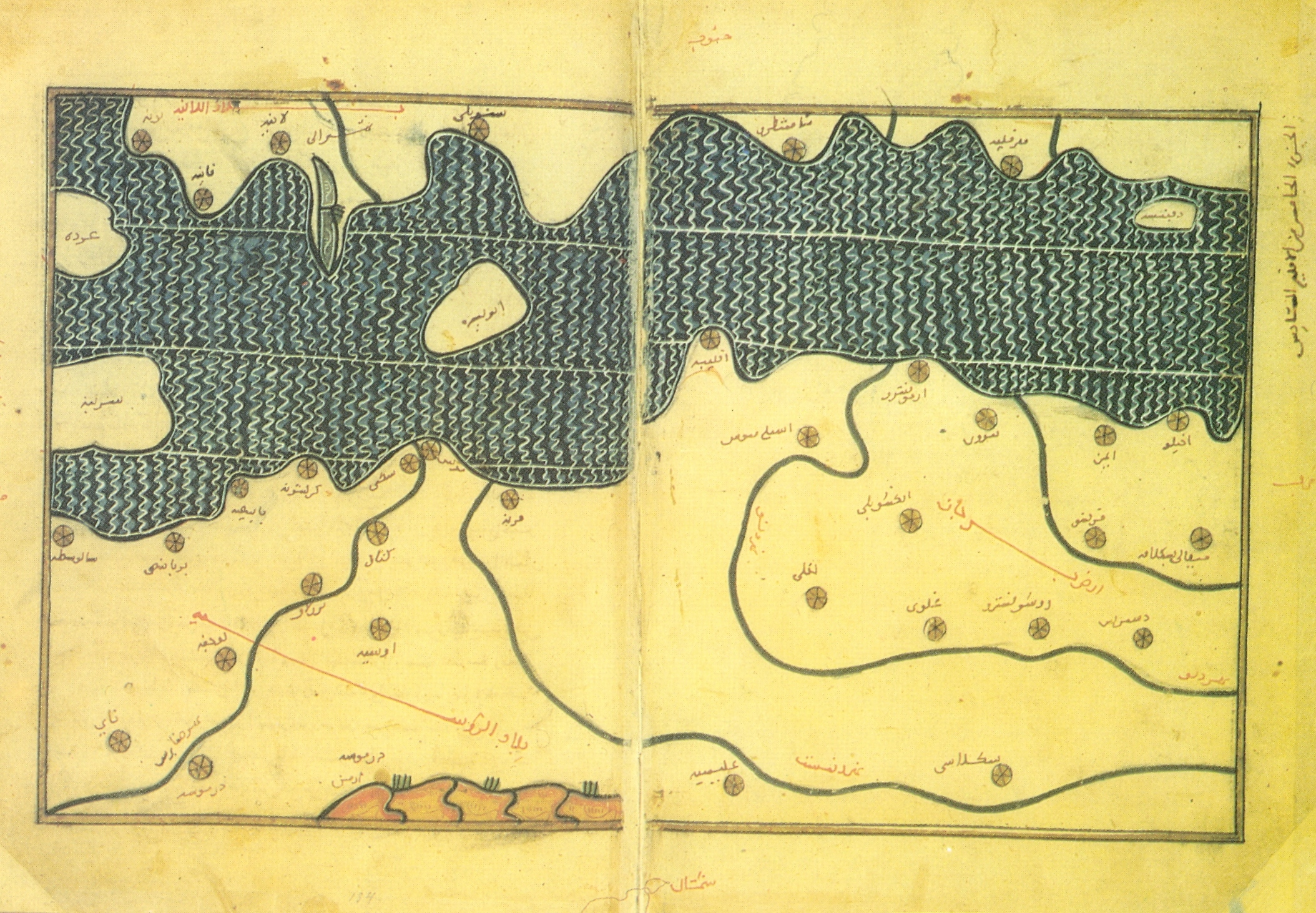
خليج سان بطرسبرج يظهر في خريطة للإدريسي، ويبين جزء من ساحل البحر الأسود من خليج نهر الدانوب ومنطقة دوبروجا ، في الشرق هم جزء من روسيا الأوروبية ، ومنطقة نهري دنيستر ودنيبر.

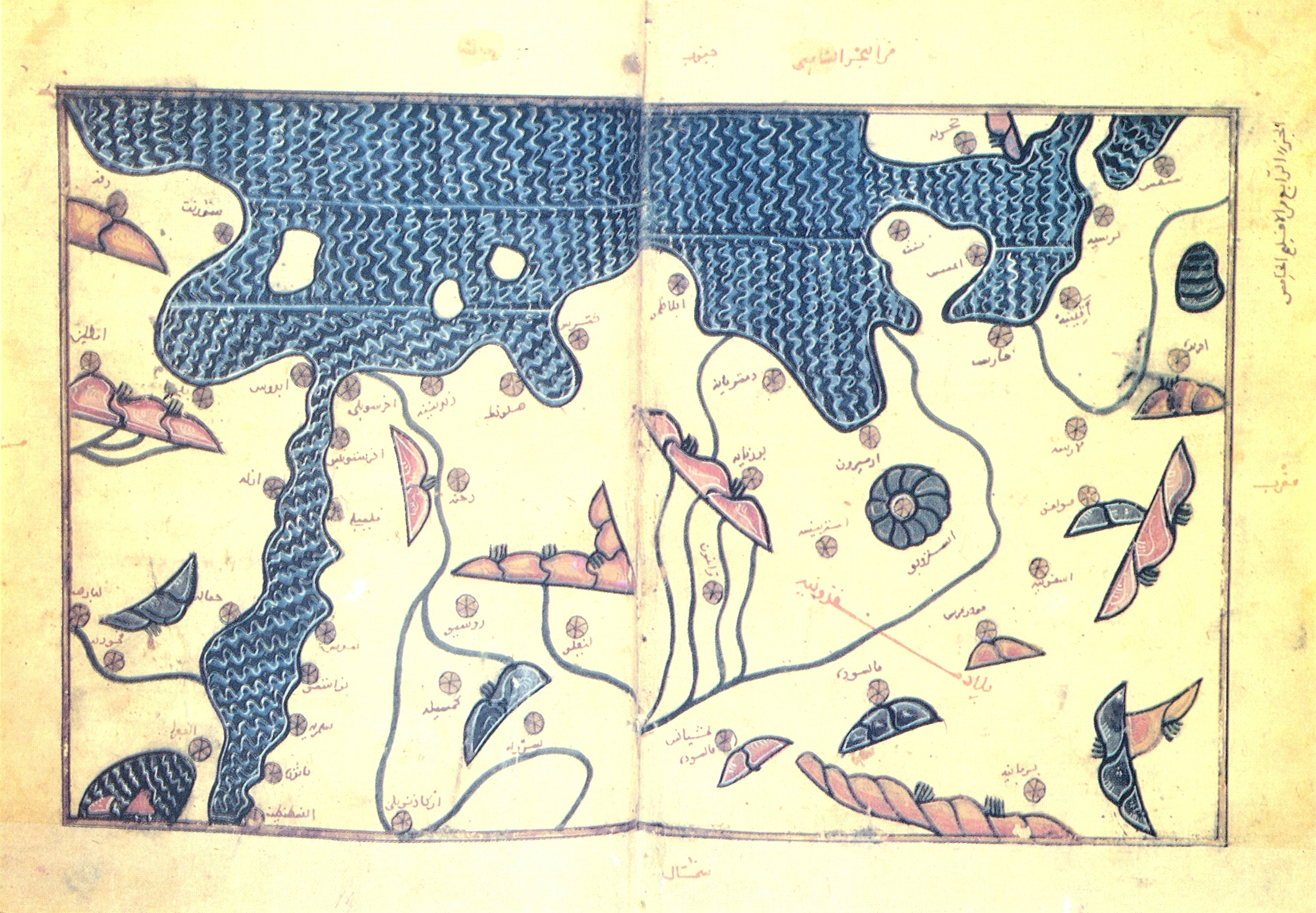
خليج سان بطرسبرج يظهر في خريطة للإدريسي، ويظهر بحر الشمال مرمرة ، شبه جزيرة غاليبولي ، بحر إيجة ، دلتا نهر ماريتسا، منطقة مقدونيا ، أجزاء من وسط اليونان.

وفي كتاب (نزهة المشتاق في اختراق الآفاق) اشتهر الإدريسي بأنه من طور رسم الخرائط بطريقة أكثر دقة من الخرائط المعروفة من قبل، يمكن تبين ذلك بوضوح في خرائطه، حيث لجأ إلى تحديد اتجاهات الأنهار والبحيرات والمرتفعات، وضمنها أيضًا معلومات عن المدن الرئيسية بالإضافة إلى حدود الدول.. وقد استخدم الإدريسي خطوط العرض أو الخطوط الأفقية على الخريطة والكرة الأرضية التي صنعها، وكانت خطوط الطول قد استخدمت قبل الإسلام، إلا أن الإدريسي أعاد تدقيقها لشرح اختلاف الفصول بين الدول. وإن خط العرض الذي رُسم اعتباطياً على الخريطة، كان يستخدم عادة لتحديد الفصول وحالة الطقس شمال وجنوب خط الإستواء، لذا فإن مثل هذا التقسيم يوضح فهم الإدريسي للبلدان المختلفة، وهذا ما يشهد على تفوقه وعلو همته. ومن أعظم مؤلفاته، وفي السنة التي وضع فيها الإدريسي كتابه المعروف، توفي الملك روجر وخلفه غليام أو غليوم الأول، وظل الإدريسي على مركزه في بلاط بلرم (عاصمة صقلية)، فألف للملك كتابًا آخر في الجغرافيا سمّاه (روض الأنس ونزهة النفس) أو (كتاب الممالك والمسالك)، لم يعرف منه إلا مختصر مخطوط موجود في مكتبة حكيم أوغلو علي باشا بإسطنبول. وذكر للإدريسي كذلك كتاب في المفردات سماه (الجامع لصفات أشتات النبات)، كما ذكر له كتاب آخر بعنوان (أُنس المُهَج وروض الفرج). وقد نشر من هذا الكتاب الأخير «قسم شمال أفريقيا وبلاد السودان».

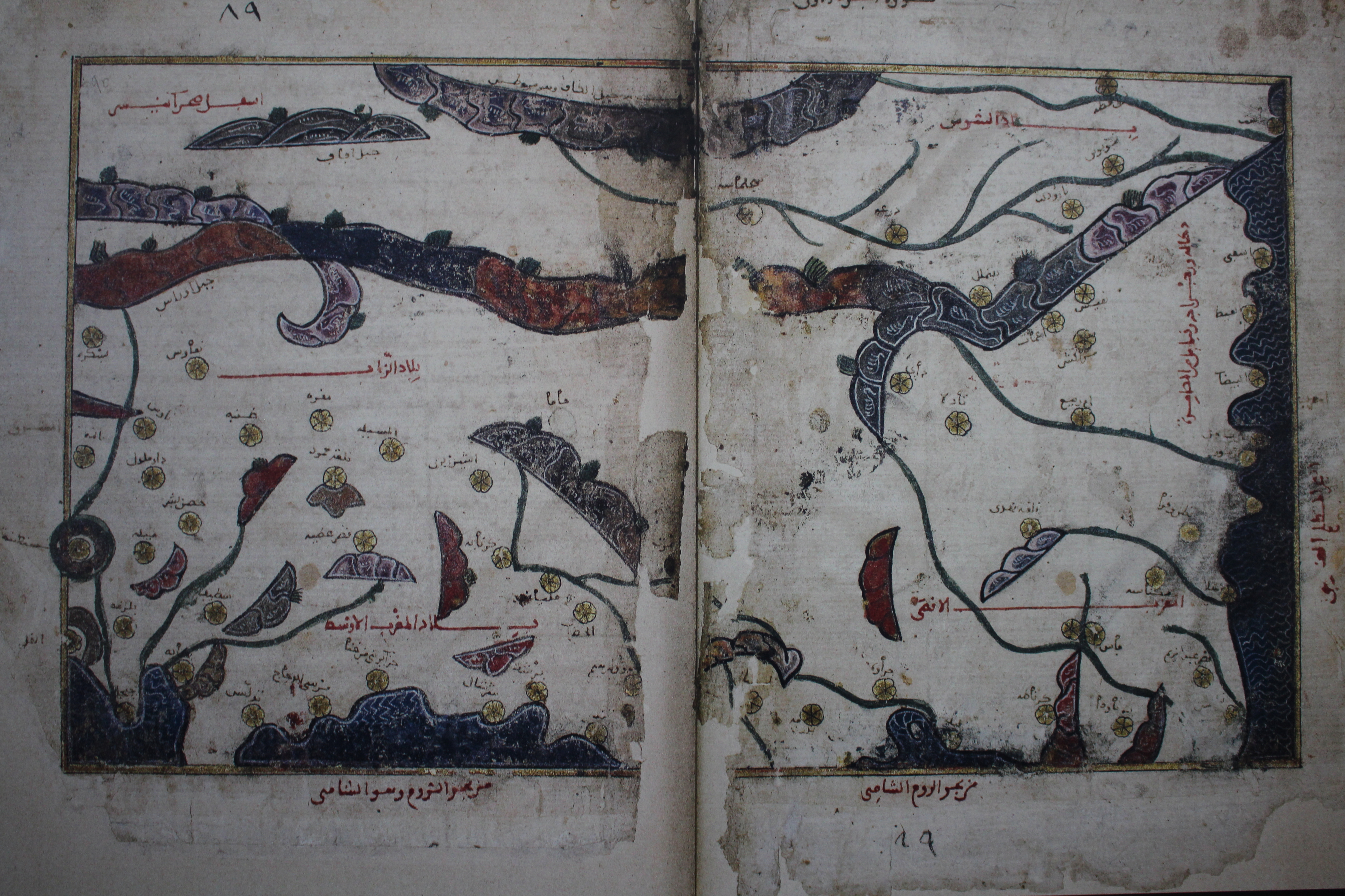
خريطة من كتاب للإدريسي تظهر المغرب العربي.

## وفاته
توفي الشريف الإدريسي وهو في السادسة والستين من عمرة بجزيرة صقلية عام 560 هـ (1166م).

## وكالة ناسا
أطلقت وكالة ناسا الأمريكية على سلسلة الجبال الموجودة على سطح كوكب بلوتو في الحافة الجبلية لمنطقة سبوتنيك بلانوم (Sputnik Planum), بشكل غير رسمي اسم: جبال الإدريسي (Al-Idrisi mountains).

## مقالات ذات صلة
- حافظ آبرو

## وصلات خارجية
- الإدريسي على موقع الموسوعة البريطانية (الإنجليزية)
- فيلم قصير عن كتاب الادريسي باللغة العربية
- من موقع إسلام أون لاين
- من الموسوعة البريطانية
- من أعلام آل البيت موقع الدكتور محمود صبيح